# Rally van Zweden 1975
De Rally van Zweden 1975, officieel 25th International Swedish Rally, was de 25ste editie van de Rally van Zweden en de tweede ronde van het Wereldkampioenschap Rally in 1975. Het was de 23ste rally in het FIA Wereldkampioenschap Rally.

## Resultaten
| Top tien klassement | Top tien klassement | Top tien klassement                  | Top tien klassement                | Top tien klassement | Top tien klassement | Top tien klassement | Top tien klassement |
| Pos                 | Nr.                 | Rijder / Navigator                   | Auto / Inschrijving                | Gr.                 | Tijd                | Verschil            | Punten              |
| ------------------- | ------------------- | ------------------------------------ | ---------------------------------- | ------------------- | ------------------- | ------------------- | ------------------- |
| 1                   | 4                   | Björn Waldegård Hans Thorszelius     | Lancia Stratos HF Lancia           | 4                   | 07:19.46            | 0.00                | -                   |
| 2                   | 1                   | Stig Blomqvist Hans Sylvan           | Saab 96 V4 Saab Scania             | 2                   | 07:21.33            | + 1.47              | -                   |
| 3                   | 2                   | Simo Lampinen Sölve Andreasson       | Lancia Beta Coupé Lancia           | 4                   | 07:31.22            | + 11.36             | -                   |
| 4                   | 8                   | Per Eklund Björn Cederberg           | Saab 96 V4 Saab Scania             | 2                   | 07:33.13            | + 13.27             | -                   |
| 5                   | 6                   | Ingvar Carlsson Claes Billstam       | Fiat Abarth 124 Rallye Fiat S.p.A. | 4                   | 07:39.30            | + 19.43             | -                   |
| 6                   | 5                   | Markku Alén Ilkka Kivimäki           | Fiat Abarth 124 Rallye Fiat S.p.A. | 4                   | 07:49.25            | + 29.38             | -                   |
| 7                   | 17                  | John Haugland Arild Antonsen         | Škoda 120S John Haugland           | 2                   | 08:14.03            | + 54.17             | -                   |
| 8                   | 36                  | Håkan Svensson Jan-Erik Andersson    | Opel Ascona Håkan Svensson         | 2                   | 08:27.20            | + 1:07.34           | -                   |
| 9                   | 28                  | Rune Åhlin Åke Gustavsson            | Volvo 142 Rune Åhlin               | 1                   | 08:35.34            | + 1:15.48           | -                   |
| 10                  | 27                  | Leif Andersson Lars Nyberg           | Ford Escort RS2000 Leif Andersson  | 1                   | 08:41.02            | + 1:21.16           | -                   |
| Niet aan de finish  |                     |                                      |                                    |                     |                     |                     |                     |
| Pos                 | Nr.                 | Rijder / Navigator                   | Auto / Inschrijving                | Gr.                 | KP                  | Reden               | Punten              |
| NF                  | 3                   | Hannu Mikkola Jean Todt              | Fiat Abarth 124 Rallye Fiat S.p.A. | 4                   | -                   | ongeluk             | -                   |
| NF                  | 9                   | Harry Källström Sture Boström        | Datsun 160J Harry Källström        | 2                   | -                   | ongeluk             | -                   |
| NF                  | 10                  | Bror Danielsson Ulf Sundberg         | Opel Ascona Bror Danielsson        | 2                   | -                   | gesprongen ventiel  | -                   |
| NF                  | 11                  | Anders Kulläng Claes-Göran Andersson | Opel Ascona Anders Kulläng         | 2                   | -                   | ontsteking          | -                   |
| NF                  | 18                  | Per-Inge Walfridsson Kjell Nilsson   | DAF 66 Per-Inge Walfridsson        | 2                   | -                   | motor               | -                   |

## Stand

### Constructeurskampioenschap
| Pos | Constructeur   | MON | ZWE | KEN | GRI | MAR | POR | FIN | ITA | FRA | GBR | Pnt |
| --- | -------------- | --- | --- | --- | --- | --- | --- | --- | --- | --- | --- | --- |
| 1   | Lancia         | 20  | 20  |     |     |     |     |     |     |     |     | 40  |
| 2   | Fiat           | 15  | 8   |     |     |     |     |     |     |     |     | 23  |
| 3   | Saab           |     | 15  |     |     |     |     |     |     |     |     | 15  |
| 4   | Renault        | 8   |     |     |     |     |     |     |     |     |     | 8   |
| 5   | Alpine-Renault | 6   |     |     |     |     |     |     |     |     |     | 6   |
| 6   | Porsche        | 4   |     |     |     |     |     |     |     |     |     | 4   |
| =   | Škoda          |     | 4   |     |     |     |     |     |     |     |     | 4   |
| 8   | Alfa Romeo     | 3   |     |     |     |     |     |     |     |     |     | 3   |
| =   | Opel           |     | 3   |     |     |     |     |     |     |     |     | 3   |
| 10  | Volvo          |     | 2   |     |     |     |     |     |     |     |     | 2   |
| 11  | BMW            | 1   |     |     |     |     |     |     |     |     |     | 1   |
| =   | Ford           |     | 1   |     |     |     |     |     |     |     |     | 1   |